# 大島小松川公園
大島小松川公園（おおじまこまつがわこうえん）は、東京都江戸川区小松川と江東区大島にまたがってある都立公園である。

## 概要
従前は住宅や工場が密集していたが、江東再開発基本構想によって開発が計画され、亀戸・大島・小松川地区市街地再開発事業として、大規模な都市改造が行われることとなり、その中心的な公園として計画された。大規模な防災拠点公園である。芝生の広場とスポーツ広場が主体の公園となっており地元民の憩いの場となっている。江東区側の地下には都営地下鉄新宿線の車両基地である大島車両検修場がある。
公園の周辺地域（平井や大島、小松川）は海抜ゼロメートル地帯であるため、避難場所となるように土地のかさ上げが行われて作られた公園である。以前は工業地帯であり、1970年代までに化学メーカーが大量のクロム鉱滓を埋めた跡地であった。埋められた鉱滓には六価クロムが含まれていたため、無毒化処理後に現場に埋め戻され、東京都によって公園となったものである。江東区による鉱滓の処理は2000年に完了したと言われているが、2014年に発表された論文では、大雨や降雪の際などに染み出しが起きている事が報告されている。

## 歴史
- 1975年（昭和50年） - 再開発事業の都市計画決定。
- 1997年（平成9年）8月1日 - 開園。

## 主な施設

### 江東区側
- スポーツ広場（テニスコート、野球場、サッカー場）
- わんさか広場

### 江戸川区側
- 自由の広場（要予約でバーベキューなども可能。）
- 季節の広場
- 風の広場（広場内に旧小松川閘門がある）

荒川河川敷と接続しており、折からのランニングブームを受けて都民のジョギングコースとして活用されている。
ほかに災害時の防災拠点としても活用されるよう、物資の備蓄倉庫と防災設備もある。災害時には、約20万人の被災者を公園内に一時避難させることを想定している。また、公園の間を旧中川が流れており、江東区と江戸川区との境になっている。当公園内にはさくら大橋ともみじ大橋が架かっている。

## クロム汚染
2011年2月、六価クロム水溶液が舗装の継ぎ目から滲出しているのが発見され、同年4-5月にかけて周囲の地下50cmの深さ(合計120トン)の土が入れ替えられた。取り除かれた土からは環境基準の222倍の六価クロムを検出した。
2014年に発表された東京大学大学院の論文では、無害化対策後も環境基準の260倍を超える六価クロムが検出されている事が報告されている。

## アクセスなど
- いずれの地区も都営地下鉄新宿線 東大島駅より徒歩3分程度。江東区側は大島口出口（新宿方面側）より、江戸川区側は小松川口出口（本八幡方面側）の出口からの利用になる。JR総武線からの場合は亀戸駅（江東区側）および平井駅（江戸川区側）から都営バス利用。
- 開園時間:常時開園。
- 駐車場:あり（有料）
- 料金:入園は無料。スポーツ広場の利用は有料。詳細は公園事務所に問い合わせのこと。